# Фішенталь
Фішенталь (нім. Fischenthal) — громада  в Швейцарії в кантоні Цюрих, округ Гінвіль.

## Географія
Громада розташована на відстані близько 120 км на схід від Берна, 29 км на схід від Цюриха.
Фішенталь має площу 30,2 км², з яких на 4,6% дозволяється будівництво (житлове та будівництво доріг), 32,4% використовуються в сільськогосподарських цілях, 61,7% зайнято лісами, 1,3% не є продуктивними (річки, льодовики або гори).

## Демографія
2019 року в громаді мешкало 2516 осіб (+9,2% порівняно з 2010 роком), іноземців було 14,6%. Густота населення становила 83 осіб/км².
За віковим діапазоном населення розподілялося таким чином: 23,9% — особи молодші 20 років, 60,5% — особи у віці 20—64 років, 15,6% — особи у віці 65 років та старші. Було 985 помешкань (у середньому 2,5 особи в помешканні).
Із загальної кількості 669 працюючих 137 було зайнятих в первинному секторі, 265 — в обробній промисловості, 267 — в галузі послуг.